# عصابة عين
عِصابة العين أو رقعة العين أو مصححة العين (بالإنجليزية: eyepatch) عبارة عن رقعة صغيرة يتم ارتداؤها فوق عين واحدة. قد تكون عبارة عن قطعة قماش متصلة حول الرأس بشريط مرن أو بخيط أو بشريط لاصق أو بجهاز بلاستيكي مثبت على زوج من النظارات. غالبًا ما يرتديها الأشخاص لتغطية العين المفقودة أو المصابة أو المُشوهة، لكن له أيضًا استخدام علاجي عند الأطفال لعلاج الحول (انظر تقويم البصر وعلاج الرؤية). يشار إلى الرقعة التي تغطي العينين والمستخدمة لمنع الضوء أثناء النوم على أنها قناع النوم. عصابة العين مُرتبطة دائماً بالقراصنة وهي صورة نمطية ناشئة عن الخيال.
وسادة العين (بالإنجليزية: eyepad) عبارة عن ضمادة طبية ناعمة يمكن وضعها على العين لحمايتها. ليست بالضرورة أن تكون نفس عصابة العين.

## التاريخ
في السنوات التي سبقت الطب والجراحة المتقدمة، كانت عصابة العين شائعة بالنسبة للأشخاص الذين فقدوا العين. كانت سائدة بشكل خاص بين أفراد المهن الخطيرة، مثل الجنود والبحارة الذين من المُمكن أن يفقدوا عينهم في المعارك. على الرغم من ارتباط رقعة العين نمطياً بالقرصنة، لا يوجد دليل يشير إلى الدقة التاريخية لارتداء رقعة العين للقراصنة قبل عدة روايات شعبية في القرن التاسع عشر.

## الاستخدامات الطبية

### الحول
تُستخدم رقعة العين في إدارة تقويم البصر للأطفال المعرضين لخطر العين الكسولة (الغمش)، خاصة الحول أو التشنج اللاإرادي. هذه الحالات يمكن أن تسبب قمعًا بصريًا لمناطق الصور المختلفة قبل الدماغ مما يؤدي إلى فقدان حدة البصر في العين المكبوتة وفي الحالات القصوى يكون العمى في وظيفية العين. يفرض ترقيع العين الجيدة لكي يؤدي إلى الاحتفاظ بالرؤية في تلك العين. من المهم القيام «بالأنشطة القريبة» (مثل القراءة أو العمل اليدوي) عند ترقيعها، وبالتالي ممارسة الرؤية النشطة.
قدمت دراسة أدلة على أن الأطفال الذين عولجوا من الحول مع ترقيع العين لديهم تصور الذات أقل من القبول الاجتماعي. لمنع تهميش الطفل من قبل أقرانه اجتماعيًا بسبب ارتدائه للعين، قد يتم استخدام قطرات العين الأتروبين بدلاً من ذلك. هذا يستحث عدم وضوح مؤقت في العين المعالجة.
وقد تمت الإشارة إلى أن معالجة العين الواحدة عن طريق الترقيع أو قطرات الأتروبين لا توفر الظروف اللازمة لتطوير أو تحسين الرؤية الثنائية.

### شلل العضلات خارج العين
لتخفيف الرؤية الثنائية في البداية (ازدواج الرؤية) الناتجة عن الشلل العضلي خارج العين، قد يوصي أخصائي رعاية العيون باستخدام عصابة العين. يمكن أن يساعد هذا في تخفيف الدوخة والدوار والغثيان المرتبطة بهذا الشكل من الرؤية المزدوجة.

## أبرز مرتديها

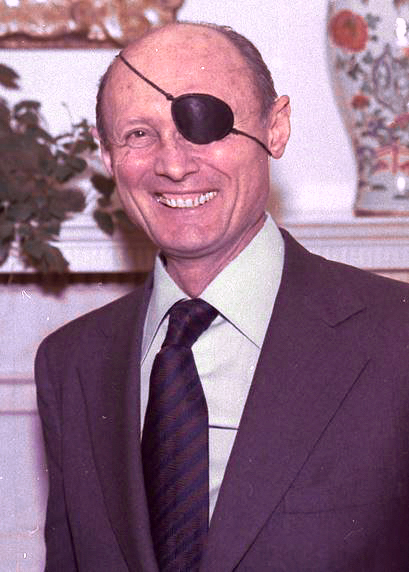
موشيه ديان يرتدي عصابة العين.

- بروس بيترسون[10]
- كلاوس فون شتاوفنبرج[11]
- ديل ديهافن مايرز[12]
- دان كرينشاو[13]
- ديفيد بوي[14]
- فلويد غيبونز[15]
- فرانثيسكو دي أوريانا[16]
- فريتز لانغ[17]
- غابرييل[18]
- جاك كوغينز[19]
- جيمس جويس[14]
- يان جيجكا[20]
- جون فورد[14]
- خوسي ميلان أستراي[21]
- لويس ويليامز دوغلاس
- ليزا لوبيز[22]
- لويس دي كامويس[23]
- ماريا دي فيوتا[24]
- ماري كولفين
- ماكسي أندرسون[25]
- ميخائيل كوتوزوف[26]
- موشيه دايان[14]
- الأم أنجيليكا[27]
- نيكولاس راي[17]
- نيك بوباديتش[28]
- بيت بيرنز[22]
- رحمة بن جابر الجلهمي[29]
- راؤل والش[30]
- راي سوير[31]
- ريتش وليامز[32]
- سامي ديفيس جونيور[14]